# Horsfieldia splendida
Horsfieldia splendida är en tvåhjärtbladig växtart som beskrevs av W.J.J.O. de Wilde. Horsfieldia splendida ingår i släktet Horsfieldia och familjen Myristicaceae. Inga underarter finns listade i Catalogue of Life.